# Bundeskanzleramt (Österreich)
Das Bundeskanzleramt (BKA), in der politischen Publizistik gelegentlich nur der Ballhausplatz genannt, ist das vom Bundeskanzler der Republik Österreich geleitete Bundesministerium. Der Amtssitz des Regierungschefs befindet sich im 1. Wiener Gemeindebezirk, Innere Stadt, am Ballhausplatz 2.

## Geschichte

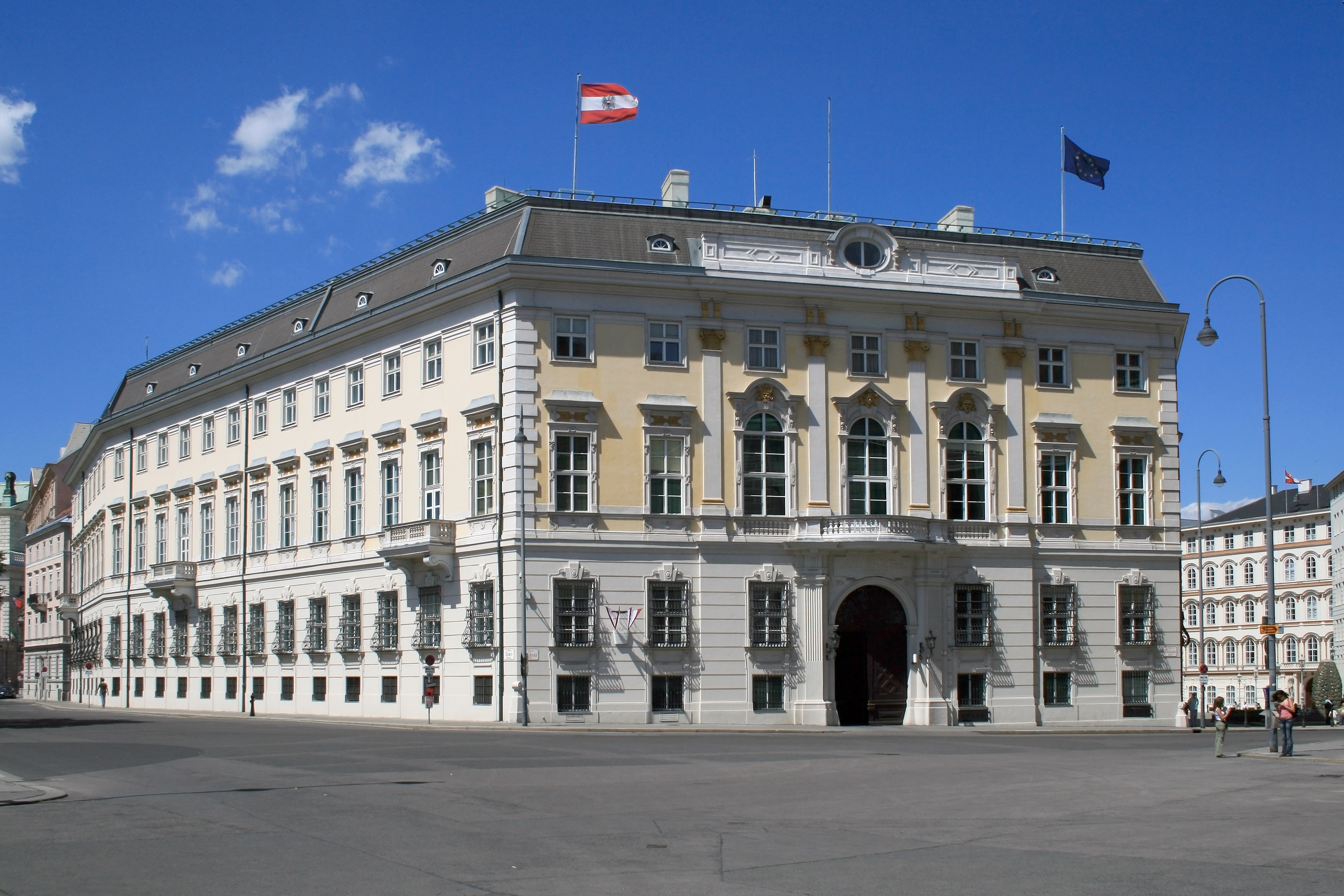
Das Bundeskanzleramt in Wien; an der linken Seitenfront die Löwelstraße, vor der Hauptfront der Ballhausplatz, an der rechten Seitenfront die Bruno-Kreisky-Gasse

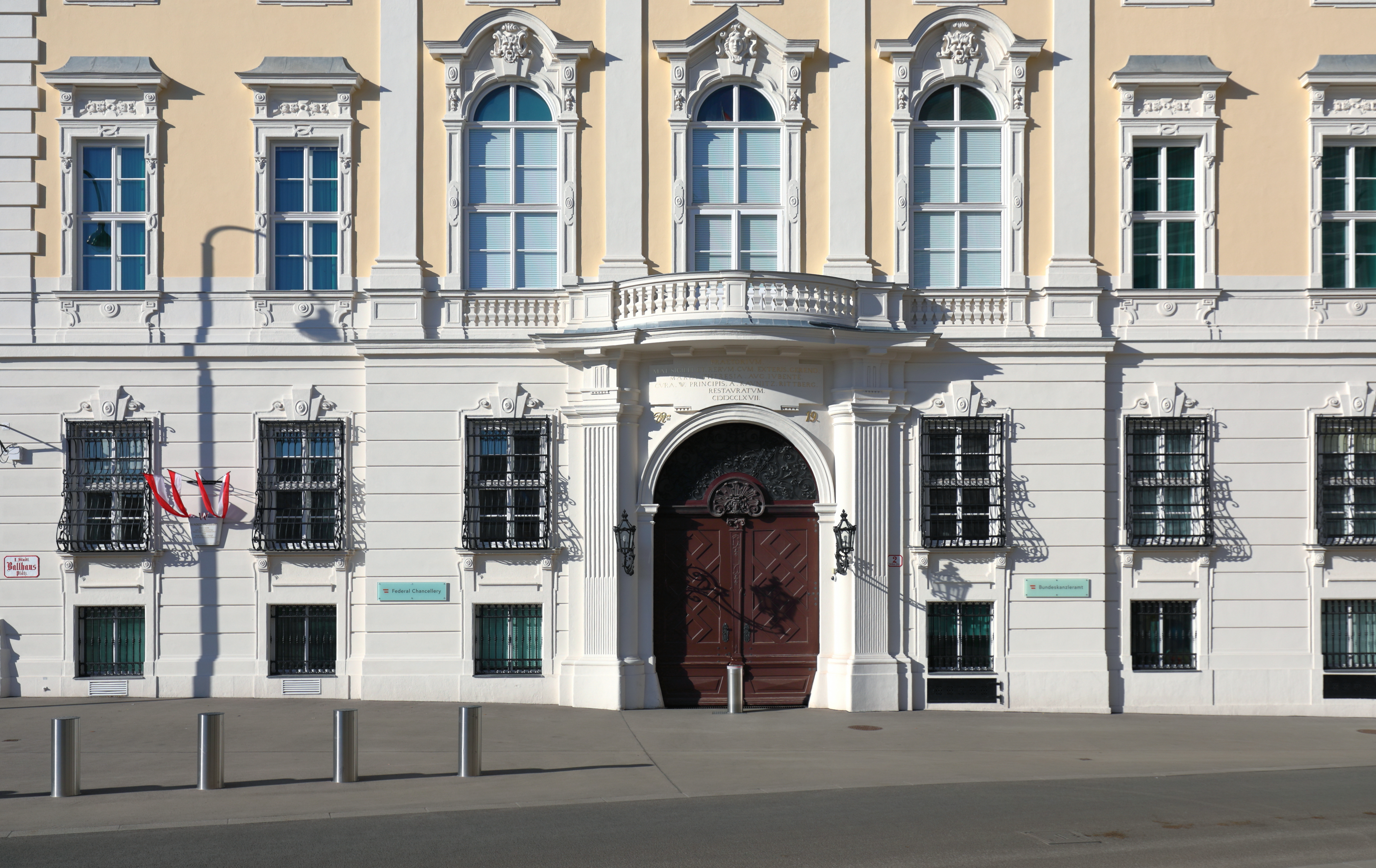
Portal des Bundeskanzleramtes

Das Bundeskanzleramt befindet sich in direkter Nachbarschaft neben der Wiener Hofburg, der ehemaligen Winterresidenz der Kaiser von Österreich und ihrer Vorgänger. Es liegt am Ballhausplatz zwei Bauteilen der Hofburg gegenüber: der Schmalseite des Leopoldinischen Trakts, wo sich seit 1946 der Eingang zur Präsidentschaftskanzlei des Bundespräsidenten befindet, und der Amalienburg, in der der letzte Kaiser, Karl I., abwechselnd mit anderen Residenzen wohnte.
Das Gebäude wurde von 1717 bis 1719 von Johann Lukas von Hildebrandt als Geheime Hofkanzlei unter Reichsvizekanzler Friedrich Karl von Schönborn-Buchheim erbaut. Hier amtierte Fürst Wenzel Anton Kaunitz von 1753 bis 1792 als Haus-, Hof- und Staatskanzler für Maria Theresia, Joseph II. und Leopold II. (Mit Haus war das Haus Habsburg-Lothringen, die regierende Dynastie, gemeint, Hof bezog sich auf den Kaiserhof, den Haushalt der engeren Monarchenfamilie.) 1809–1848 führte hier Fürst Metternich, seit 1821 als Haus-, Hof- und Staatskanzler, die Außenpolitik des Kaisertums Österreich. Der „Ballhausplatz“ war daher Tagungsort des Wiener Kongresses 1814/15.
Bis zum 11. November 1918, als Karl I. auf jeden Anteil an den Staatsgeschäften verzichtete, amtierten hier die Außenminister Österreichs bzw. Österreich-Ungarns; es handelte sich ausnahmslos um Aristokraten. Nach 1867 wurde das Ressort als k.u.k. Ministerium des kaiserlichen und königlichen Hauses und des Äußern bezeichnet. Da die Doppelmonarchie keinen eigentlichen Regierungschef besaß, fungierte der Außenminister auch als Vorsitzender des gemeinsamen Ministerrats, in dem die drei für die Gesamtmonarchie zuständigen k.u.k. Minister mit den Ministerpräsidenten Cisleithaniens und Transleithaniens im Wesentlichen Außenpolitik und gemeinsame Militärangelegenheiten sowie beider Finanzierung zu klären hatten. Folgenschwerster Beschluss war, dem Kaiser und König 1914 die Kriegserklärung an Serbien  vorzuschlagen, wodurch in wenigen Tagen der Erste Weltkrieg entstand.
Am 30. Oktober 1918 wählte das seit 12. November 1918 als Republik definierte Deutschösterreich seine erste Staatsregierung. Sie übernahm in den folgenden Tagen die deutschösterreichischen Agenden aller k.u.k. und k.k. Ministerien. Die österreichischen Regierungschefs amtierten vom 12. November 1918 an bis 1923 im ehemaligen k.k. Ministerratspräsidium in der Herrengasse 7; am Ballhausplatz befand sich das republikanische Außenamt.
Mit der Bundesverfassung wurden im Herbst 1920 die bis heute geltenden Funktionsbezeichnungen (z. B. Bundeskanzler und Bundesminister) festgelegt. Von 1920 bis 1938 und 1945/46 beherbergte das heutige Bundeskanzleramt den Bundespräsidenten und weiterhin das Außenministerium, seit 1923 auch den Bundeskanzler, der oft gleichzeitig Außenminister war. Am 25. Juli 1934 wurde der seit 1933 diktatorisch regierende Bundeskanzler Engelbert Dollfuß bei einem nationalsozialistischen Putschversuch im Bundeskanzleramt ermordet.
Am 13. März 1938 wurde Österreich ohne Volks- oder Parlamentsentscheid an das Deutsche Reich „angeschlossen“. Bundespräsident Wilhelm Miklas trat zuvor zurück. Der von ihm zum Bundeskanzler ernannte Nationalsozialist Seyß-Inquart amtierte hier von 15. März 1938 bis 30. April 1939 als Reichsstatthalter und Leiter der österreichischen Landesregierung; dann wurde dieses Gremium von Hitler aufgelöst. Bis 1945 amtierte hier weiterhin der für den Reichsgau Wien zuständige Reichsstatthalter, nach seiner Parteifunktion zumeist als Gauleiter bezeichnet. Mitte April 1945 war Wien von der Roten Armee erobert, das NS-Regime hier zu Ende.
Am 27. April 1945 wurde die Staatsregierung Renner gebildet, die das (durch Bomben stark beschädigte) Gebäude des Bundeskanzleramtes mit Wissen der sowjetischen Besatzungsmacht für die Republik in Besitz nahm. Von September 1945 bis Juli 1955 wurde das Stadtzentrum jeden Monat von einer anderen der vier Besatzungsmächte kontrolliert. Der Bundespräsident amtiert seit 1946 im gegenüberliegenden Trakt der Hofburg.
Am 20. Dezember 1945 wurde Leopold Figl von Bundespräsident Karl Renner zum ersten Bundeskanzler der Zweiten Republik ernannt. In Erinnerung daran wurde 75 Jahre später der bisher Steinsaal genannte Raum des Bundeskanzleramtes am 19. Dezember 2020 in Leopold-Figl-Saal umbenannt.
Am Mittwoch, 6. Oktober 2021, kam es im ÖVP-geführten Bundeskanzleramt und in der ÖVP-Parteizentrale in der Lichtenfelsgasse in Wien zu Hausdurchsuchungen. Über solche möglichen Hausdurchsuchung war bereits in den vergangenen Tagen zuvor öffentlich spekuliert worden und es gab dazu zwei ÖVP-Pressekonferenzen. Bei den Hausdurchsuchungen gehe es lt. Presse und Kurier um den „Verdacht von Geldflüssen gegen geschönte Umfragen“, die in der Zeitung Österreich veröffentlicht worden seien. Die stellvertretende ÖVP-Generalsekretärin Gabriela Schwarz hatte hierzu zuvor schon festgehalten, dass man nichts finden werde, sollte es zur Hausdurchsuchung kommen, denn bei der ÖVP sei man schon länger dazu übergegangen, all jene Daten regelmäßig zu löschen, zu deren Aufbewahrung man nicht gesetzlich verpflichtet sei. Der ÖVP-Fraktionsvorsitzende im abgeschlossenen „Ibiza“-Untersuchungsausschuss, Andreas Hanger, vermutete am Dienstag, 5. Oktober 2021, bei einer Pressekonferenz „linke Zellen“ bei der Wirtschafts- und Korruptionsstaatsanwaltschaft (WKStA) und warf dieser vor, „politisch motiviert“ zu handeln.

## Aufgaben

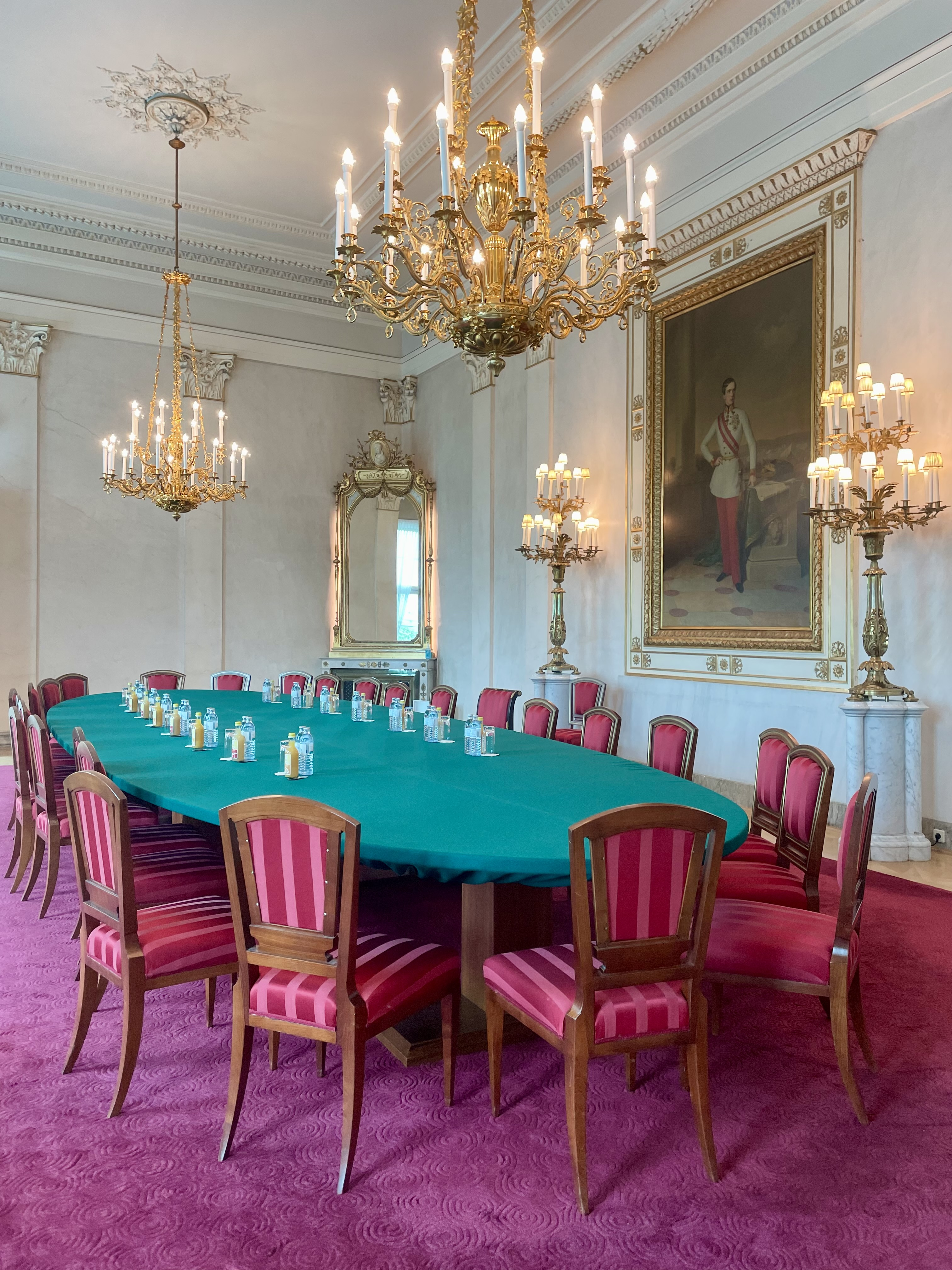
Ministerratsaal

Das Bundeskanzleramt ist der Büroapparat des Bundeskanzlers, es betreut dessen verfassungsmäßige Funktionen. In diesem Sinn nehmen seine Mitarbeiter unter der Leitung des Bundeskanzlers die Koordination der allgemeinen Regierungspolitik und die Informationstätigkeit der Bundesregierung wahr.
Das Bundeskanzleramt ist zuständig für:
- Angelegenheiten der allgemeinen Regierungspolitik einschließlich der Koordination der gesamten Verwaltung des Bundes, soweit sie nicht in den Wirkungsbereich eines anderen Bundesministeriums fällt.
  - Dazu gehören insbesondere auch:
  - Vorbereitung der allgemeinen Regierungspolitik.
  - Hinwirken auf die Wahrung der Einheitlichkeit der allgemeinen Regierungspolitik und auf das einheitliche Zusammenarbeiten der Bundesministerien in allen politischen Belangen.
  - Hinwirken auf das einheitliche Zusammenarbeiten zwischen Bund und Ländern.
  - Grundsätzliche Angelegenheiten der Mitgliedschaft Österreichs bei der Europäischen Union; Koordination in Angelegenheiten der Europäischen Union sowie in Angelegenheiten des Europäischen Rates; Erteilung von Weisungen für den Ausschuss der Ständigen Vertreter (I, II) und für mit diesem eng zusammenarbeitende Gruppen, jeweils im Einvernehmen mit dem Bundesministerium für europäische und internationale Angelegenheiten.
  - Rechtliche Angelegenheiten der Europäischen Integration, insbesondere Hinwirken auf die rechtzeitige und vollständige Umsetzung der Richtlinien der Europäischen Union.
  - Wirtschaftliche Koordination, einschließlich der Koordination der Maßnahmen zur Umsetzung der wirtschaftspolitischen Beschlüsse des Europäischen Rates und des Euro-Gipfels.
  - Koordination von Grundsatzfragen des europäischen Haushalts inklusive des mehrjährigen Finanzrahmens; zusammenfassende Behandlung der europäischen Strukturpolitik.
  - Koordination in Angelegenheiten der umfassenden Landesverteidigung.
  - Koordination des Nationalen Sicherheitsrates.
  - Auskunftsrecht für den Bundeskanzler und den Vizekanzler beim Heeresnachrichtenamt, beim Abwehramt und bei der Direktion Staatsschutz und Nachrichtendienst.
  - Anlassbezogene Koordination innerstaatlicher Maßnahmen zur Bewältigung überregionaler oder internationaler Krisen oder Katastrophen.
  - Koordination in Angelegenheiten der Telekommunikation, Informationstechnologien und Medien.
  - Angelegenheiten eines Ausweichrechenzentrums des Bundes
- Informationstätigkeit der Bundesregierung.
  - Dazu gehören insbesondere auch:
  - Angelegenheiten der Information der Regierung; Information der Öffentlichkeit über die Arbeit der Regierung.
  - Angelegenheiten des Sprechers der Bundesregierung mit der Aufgabe, die Bürgerinnen und Bürger sowie die Medien über die Arbeit der Bundesregierung durch Darlegung und Erläuterung ihrer Tätigkeit, Vorhaben und Ziele zu informieren. Dazu gehören insbesondere auch die Durchführung von Pressekonferenzen, Interviews und Hintergrundgespräche zu politischen Themen, die Herausgabe von gemeinsamen Pressemitteilungen, die Erteilung von Auskünften auf Medienanfragen und Koordination der Pressesprecher der Bundesministerien sowie die Steuerung und Koordination der Aufgabenstellungen des Bundespressedienstes.
  - Pressedienst mit Ausnahme der Angelegenheiten der Presseattachés; Verbindungsdienst zu den allgemeinen Informationsmitteln Presse, Hörfunk und Fernsehen sowie audiovisuelle Berichterstattung.
  - Organisations- und Personalangelegenheiten des Amtes der Österreichischen Staatsdruckerei.
- Angelegenheiten der staatlichen Verfassung.
  - Angelegenheiten der Bundesverfassung mit Ausnahme der Finanzverfassung und der in der Bundesverfassung vorgesehenen Wahlen, Volksbegehren, Volksbefragungen und Volksabstimmungen; verfassungsrechtliche Angelegenheiten der staatlichen Organisation; Wahrnehmung der verfassungsmäßigen Führung der Regierungsgeschäfte des Bundes.
  - Angelegenheiten der Verfassungsgerichtsbarkeit; Angelegenheiten der Verwaltungsgerichtsbarkeit mit Ausnahme der organisatorischen Angelegenheiten und der Angelegenheiten des Bundesfinanzgerichtes; Vertretung der Republik Österreich vor dem Gerichtshof der Europäischen Union.
  - Angelegenheiten der Grund- und Freiheitsrechte.
  - Verfassungsrechtliche Angelegenheiten der immerwährenden Neutralität Österreichs.
  - Angelegenheiten staatlicher Hoheitszeichen, soweit sie nicht in die Zuständigkeit eines anderen Bundesministeriums fallen.
  - Allgemeine Angelegenheiten der Amts- und Organhaftung.
  - Angelegenheiten der Landesverfassungen.
  - Allgemeine Angelegenheiten der Landesgesetzgebung.
- Personelle Angelegenheiten der obersten Organe der Vollziehung mit Ausnahme des Bundespräsidenten.
- Allgemeine Angelegenheiten der Besoldung sowie des Personalinformations- und Berichtswesens.
- Allgemeine Angelegenheiten der staatlichen Verwaltung, soweit sie nicht in den Wirkungsbereich eines anderen Bundesministeriums fallen.
  - Dazu gehören insbesondere auch:
  - Allgemeine Angelegenheiten der Rechtsordnung, der Legistik und der Gesetzessprache einschließlich der Wahrung der Einheitlichkeit der die Rechtsetzung des Bundes vorbereitenden Tätigkeit der Bundesministerien; Angelegenheiten der Rechtsbereinigung.
  - Allgemeine Angelegenheiten der Organisation und des Verfahrens der Verwaltungsbehörden, Ämter und sonstigen Einrichtungen, die Aufgaben der staatlichen Verwaltung besorgen.
  - Allgemeine Angelegenheiten des Verwaltungsrechts einschließlich des Verwaltungsstrafrechts und des Verwaltungsvollstreckungsrechts.
  - Kundmachungswesen des Bundes.
  - Angelegenheiten der Einrichtung und Organisation der Bundesministerien
  - allgemeine Angelegenheiten der inneren Revision;
  - Allgemeine Angelegenheiten der Registraturen, der Behördenbibliotheken und der Statistik.
  - Allgemeine Angelegenheiten des Verwaltungsmanagements, insbesondere
    - allgemeine Angelegenheiten der Sicherung einer bürgernahen, wirtschaftlichen, sparsamen, wirkungsorientierten und zweckmäßigen Verwaltungsorganisation sowie eines solchen Verwaltungsmanagements, soweit diese nicht in den Wirkungsbereich eines anderen Bundesministeriums fallen;
    - allgemeine Angelegenheiten der Verwaltungsreform und -innovation und des ressortübergreifenden Wirkungscontrollings jeweils einschließlich der Koordinierung mit Ausnahme der Angelegenheiten der Rechtsbereinigung;
    - zentrale Koordination der Gleichstellung in der Wirkungsorientierung durch die Wirkungscontrollingstelle des Bundes;
    - allgemeine Angelegenheiten der Hilfsmittel der Verwaltung;
    - allgemeine Angelegenheiten des Formularwesens.
- Zusammenfassende Behandlung und Koordination in Angelegenheiten, die den Wirkungsbereich zweier oder mehrerer Bundesministerien berühren
- Angelegenheiten österreichischer staatlicher Auszeichnungen und Titel, soweit sie nicht in den Wirkungsbereich des Bundesministeriums für europäische und internationale Angelegenheiten fallen, sowie Angelegenheiten des innerstaatlichen Zeremoniells.
- Führung der Kanzleigeschäfte der Bundesregierung und sonstiger Kollegialorgane, in denen der Bundeskanzler den Vorsitz führt.
- Angelegenheiten des Parteienrechts; Parteien- und Parteienakademieförderungen.
- Allgemeine Angelegenheiten der Information und Dokumentation sowie des Datenschutzes
- Angelegenheiten der Archive.
  - Dazu gehört insbesondere auch die Führung des Österreichischen Staatsarchivs.
- Angelegenheiten des Kultus.
- Angelegenheiten der kirchlichen Stiftungen und Fonds.
- Förderungen auf dem Gebiet des internationalen Schutzes verfolgter religiöser Minderheiten.
- Grundsatzfragen der Förderung des österreichisch-jüdischen Kulturerbes und der Bekämpfung von Antisemitismus.
- Angelegenheiten der Volksgruppen.
- Allgemeine Angelegenheiten der Familienpolitik einschließlich der Koordination der Familienpolitik und der Familienförderung sowie Bevölkerungspolitik in Angelegenheiten der Familie und Jugend.
- Angelegenheiten des Familienpolitischen Beirates.
- Angelegenheiten der Familienberatungsförderung.
- Angelegenheiten des Familienlastenausgleiches.
- Familienpolitische Angelegenheiten auf folgenden Sachgebieten:
  - Wohnungswesen;
  - öffentliche Abgaben;
  - Ehe- und Kindschaftsrecht, Vormundschafts-, Pflegschafts- und Sachwalterrecht, Unterhaltsvorschussrecht und Resozialisierung einschließlich des Rechts der Bewährungshilfe;
  - Sozialversicherung einschließlich der Arbeitslosenversicherung, Mutterschutz, allgemeine und besondere Fürsorge sowie Behindertenhilfe;
  - Volksbildung.
- Angelegenheiten der Kinder- und Jugendhilfe, soweit es sich nicht um zivilrechtliche Angelegenheiten handelt.
- Angelegenheiten der außerschulischen Jugenderziehung, soweit es sich nicht um außerschulische Berufsausbildung handelt.
  - Dazu gehören insbesondere auch:
  - Allgemeine Angelegenheiten und Koordination der Jugendpolitik.
  - Ideelle und finanzielle Förderung von Einrichtungen und Veranstaltungen der außerschulischen Jugenderziehung.
  - Ausbildung und Fortbildung von Mitarbeitern der außerschulischen Jugenderziehung, soweit sie nicht in Schulen erfolgt.
- Freiwilligenpolitik im Einvernehmen mit dem Bundesministerium für Arbeit, Soziales, Gesundheit, Pflege und Konsumentenschutz.
- Allgemeine Personalangelegenheiten von öffentlich Bediensteten, soweit sie nicht in den Wirkungsbereich des Bundesministeriums für Finanzen fallen.
  - Dazu gehören insbesondere auch:
  - Dienst- und Besoldungsrecht, Pensionsrecht, Dienstrechtsverfahren und dienstrechtliche Organisationsmaßnahmen.
  - Personalplan des Bundes und Arbeitsplatzbewertung.
  - Personalkapazitätscontrolling.
  - Allgemeine Angelegenheiten der Aus- und Weiterbildung von öffentlich Bediensteten.
  - Allgemeine Angelegenheiten der Dienstprüfungen.
  - Allgemeine Angelegenheiten der beruflichen Vertretung von öffentlich Bediensteten.
  - Allgemeine Angelegenheiten der Besoldung sowie des Personalinformations- und Berichtswesens.
  - Hinwirken auf eine gleichwertige Entwicklung des Dienstrechtes, des Personalvertretungsrechtes und des Dienstnehmerschutzes der öffentlich Bediensteten des Bundes, der Länder und der Gemeinden.
  - Angelegenheiten der Personalvertretungsaufsichtsbehörde sowie der Bundesdisziplinarbehörde.
  - Allgemeine Angelegenheiten der Anwerbung von Bediensteten des Bundes und Setzung von Maßnahmen zur Förderung der Mobilität im Bundesdienst (Mobilitätsmanagement).
- Angelegenheiten der Integration.
  - Dazu gehören insbesondere auch:
  - Angelegenheiten der gesellschaftlichen Integration und des Zusammenlebens von Menschen mit und ohne Migrationshintergrund.
  - Koordination der allgemeinen Integrationspolitik.
  - Beiräte und Expertengruppen in Angelegenheiten der Integration.
  - Förderungen auf dem Gebiet der Integration einschließlich Stiftungen und Fonds.
- Angelegenheiten des Zivildienstes.
- Angelegenheiten der Digitalisierung einschließlich der staatlichen Verwaltung für das Service und die Interaktion mit Bürgern und Unternehmen.
  - Dazu gehört insbesondere auch:
  - Allgemeine Digitalisierungsstrategie.
  - Angelegenheiten des E-Governments.
  - Koordination und zusammenfassende Behandlung in Angelegenheiten der Informationstechnologien.
  - Allgemeine Angelegenheiten einschließlich der Koordination, der Planung und des Einsatzes der automationsunterstützten Datenverarbeitung sowie der Beurteilung von Anwendungen der automationsunterstützten Datenverarbeitung unter Gesichtspunkten der Wirtschaftlichkeit, Zweckmäßigkeit und Sparsamkeit und des ressortübergreifenden Wirkungscontrollings sowie der Verwaltungsreform und des Datenschutzes.
  - Koordination in Angelegenheiten der elektronischen Informationsübermittlung.
  - Bereitstellung eines ressortübergreifenden elektronischen Bürgerinformationssystems. Bereitstellung des Rechtsinformationssystems und des E-Rechts.
  - Koordination und zusammenfassende Behandlung in Angelegenheiten der Datenökonomie einschließlich Open Data.
  - Koordination und zusammenfassende Behandlung in Angelegenheiten der Künstlichen Intelligenz.
  - Koordination und zusammenfassende Behandlung in Angelegenheiten der elektronischen Aktenführung im Bund (ELAK im Bund).

## Organisation
Das Bundeskanzleramt gliedert sich wie folgt.
- Bundeskanzler
  - Kabinett des Bundeskanzlers
  - Krisensicherheitsberater der Bundesregierung
    - Krisensicherheitsbüro
      - Verbindungsstelle Nachrichtendienste
- Bundesministerin für Europa, Integration und Familie
  - Kabinett der Bundesministerin
- Staatssekretär im Bundeskanzleramt
  - Büro des Staatssekretärs
- Generalsekretär im Bundeskanzleramt
  - Interne Revision
  - Sektion I: Präsidium
    - Gruppe I/A: Protokoll, Veranstaltungen und Öffentlichkeitsarbeit
      - Abteilung I/1: Protokoll, Auszeichnungsangelegenheiten und Veranstaltungsmanagement
        - Referat I/1/a: Auszeichnungen und allgemeine Präsidialangelegenheiten
        - Referat I/1/b: Veranstaltungsservice
          - Servicekräfte

        - Referat I/1/c: Veranstaltungsbudget; Veranstaltungssicherheit und allgemeines Besuchermanagement

      - Abteilung I/11: Medienbetreuung und internationale Medienbeziehungen
        - Referat I/11/a: Medienorganisation
        - Referat I/11/b: Internationale Medienbeziehungen

      - Abteilung I/12: Digitale Kommunikation
        - Referat I/12/a: Social Media
        - Referat I/12/b: Websites des Bundeskanzleramtes
        - Referat I/12/c: Grafik und Corporate Design
        - Referat I/12/d: Foto- und Videoservice

      - Abteilung I/13: Informationsdienst
        - Referat I/13/a: Traditionelle Medien
        - Referat I/13/b: Neue Medien
        - Referat I/13/c: Redaktion

      - Abteilung I/14: Bürgerservice
        - Referat I/14/a: Schriftliche Bürgeranfragen
        - Referat I/14/b: Servicetelefon

    - Gruppe I/B: Management und Service
      - Teamassistenz der Kabinette, des Generalsekretariats und der Sektion I
      - Abteilung I/2: Personal- und Organisationsmanagement
        - Referat I/2/a: Personalmanagement
        - Referat I/2/b: Organisationsmanagement
          - Portiere
          - Poststelle

        - Referat I/2/c: Personalentwicklung

      - Abteilung I/3: Finanzangelegenheiten
        - Referat I/3/a: Wirkungscontrollingstelle

      - Abteilung I/4: Informationsinitiativen, Mediaplanung und -budget
      - Abteilung I/6: Rechts- und Vergabeangelegenheiten
        - Referat I/6/a: Förderungen, Vergabe, Stiftungen und Fonds

      - Abteilung I/16: Ministerratsdienst

    - Gruppe I/C: Digitalisierung und Informationsmanagement
      - Abteilung I/7: IT-Personalmanagement
        - Applikation Besoldung
        - Applikation Personaladministration
        - Applikation Personalentwicklung
        - Applikation Personal-Management und -Informationssysteme
        - Applikation IT-Architektur und Open EDH

      - Abteilung I/8: Cybersicherheit und Krisenrechenzentrum
        - Büro für strategische Netz- und Informationssystemsicherheit
        - Krisenrechenzentrum des Bundes

      - Abteilung I/9: IKT-Infrastruktur und -Services
        - Technische Infrastruktur Wien
        - Netzwerk und Telekommunikation

      - Abteilung I/10: Informationssicherheit
      - Abteilung I/20: Technologiemanagement und digitale Services

    - Gruppe I/D: Zentrale Dienste
      - Abteilung I/5: Wirtschaftsangelegenheiten und Gebäudemanagement
        - Referat I/5/a: Beschaffung und Wirtschaftsangelegenheiten
          - Materialverwaltung
          - Fahrerpool

        - Referat I/5/b: Bau- und Gebäudemanagement
          - Reinigungskräfte

      - Abteilung I/15: Innovationsmanagement
      - Abteilung I/17: Förderungsmanagement und -kontrolle
        - Referat I/17/a: Förderungskontrolle UG 10

      - Abteilung I/18: Fachinformation und Dokumentation
        - Kanzleistelle der Abteilung I/18

      - Abteilung I/19: Compliance
      - Datenschutzbeauftragte

    - Sektion II: Integration, Kultusamt und Volksgruppen
      - Stabstelle Internationaler Schutz verfolgter religiöser Minderheiten
      - Abteilung II/1: Grundsatzangelegenheiten Integration
      - Abteilung II/2: Integrationskoordination
        - Referat II/2/a: Wissensmanagement und Integrationsmonitoring
        - Referat II/2/b: Strategische Angelegenheiten der Integration

      - Abteilung II/3: Förderungen Integration
        - Referat II/3/a: Europäische Integrationsförderung
        - Referat II/3/b: Sprachförderung Controlling, Monitoring, Evaluierung und Entwicklung

      - Abteilung II/4: Kultusamt
        - Referat II/4/a: Angelegenheiten des Religionsrechts
        - Referat II/4/b: Kooperation und Verfahren mit Religionsgesellschaften
        - Referat II/4/c: Angelegenheiten der Evangelischen Kirche
        - Referat II/4/d: Wissens- und Koordinationsmanagement

      - Abteilung II/5: Volksgruppenangelegenheiten
      - Abteilung II/6: Koordination Internationale Angelegenheiten

    - Sektion III: Öffentlicher Dienst und Verwaltungsinnovation
      - Teamassistenz der Sektion III
      - Abteilung III/1: Allgemeines Dienst- und Besoldungsrecht und Koordination Dienstrecht
      - Abteilung III/2: Kompetenzcenter A
      - Abteilung III/3: Kompetenzcenter B
      - Abteilung III/4: Personalentwicklung, Personalauswahl und Mobilitätsförderung
      - Abteilung III/5: Pensionsrechtliche Angelegenheiten, Karenzrecht und Pensionskassenvorsorge
        - Referat III/5/a: Pensionsangelegenheiten

      - Abteilung III/6: Verwaltungsakademie des Bundes
        - Referat III/6/a: Kundenservice
        - Referat III/6/b: Programmplanung
        - Referat III/6/c: Vernetzung und Koordination

      - Abteilung III/7: HR-Controlling, Personalplan
        - Referat III/7/a: HR-Controlling

      - Abteilung III/8: Digitales Personalmanagement
      - Abteilung III/9: Strategisches Performancemanagement und Verwaltungsinnovation
        - Referat III/9/a: Public Management und Governance

      - Abteilung III/10: Wirkungscontrollingstelle des Bundes
      - Abteilung III/11: Diversitätsmanagement, Kompetenzcenter Inklusion, Bundeslehrlingskoordination, Gleichbehandlung
      - Abteilung III/12: Bildungskooperationen, Qualitätsmanagement und Austrian School of Government

    - Sektion IV: EU, Internationales und Grundsatzfragen
      - Teamassistenz der Sektion IV
      - Stabstelle Koordination und Monitoring Internationales
      - Gruppe IV/A: EU
        - Abteilung IV/1: Institutionelle Angelegenheiten der Europäischen Union
          - Referat IV/1/a: Institutionelle Angelegenheiten der EU
          - Referat IV/1/b: EU Grundsatzfragen

        - Abteilung IV/2: EU Koordination (Rat Allgemeine Angelegenheiten, AStV II, Europäischer Rat, EU-Außenbeziehungen, EU-Erweiterung)
          - Referat IV/2/a: Rat Allgemeine Angelegenheiten (RAA), Europäischer Rat (ER)
          - Referat IV/2/b: Koordination betreffend den Ausschuss der Ständigen Vertreter II (AStV II)
          - Referat IV/2/c: EU-Außenbeziehungen, Drittstaatentreffen, EU-Erweiterung, Westbalkan, Nachbarschaftspolitik

        - Abteilung IV/3: Finanzen, EU-Haushalt und Landwirtschaft
          - Referat IV/3/a: Rat Wirtschaft und Finanzen (ECOFIN), Angelegenheiten des Euro-Gipfels; EU-Haushaltsfragen, Finanz- und Währungsfragen
          - Referat IV/3/b: Agrarpolitik, Agrarreform und Budgetverwaltung
          - Referat IV/3/c: Zusammenfassende Behandlung der Angelegenheiten der Regional- und Strukturpolitik

        - Abteilung IV/4: Umwelt, Klima, Verkehr, Nachhaltigkeit und Agenda 2030
          - Referat IV/4/a: Umwelt, Verkehr und Agenda 2030 für nachhaltige Entwicklung
          - Referat IV/4/b: Klimapolitik

        - Abteilung IV/10: Europakommunikation und Strategie
          - Referat IV/10/a: Strategische Vorausschau
          - Referat IV/10/b: Europakommunikation, EU-Gemeinderäte

        - Abteilung IV/11: Koordination AStV I, EU-Binnenmarkt und EU-Wettbewerbspolitik
          - Referat IV/11/a: Koordination betreffend den Ausschuss der Ständigen Vertreter I (AStV I)
          - Referat IV/11/b: EU-Binnenmarkt und EU-Wettbewerbspolitik

      - Gruppe IV/B: Grundsatzfragen
        - Abteilung IV/5: Wirtschaft, Arbeitsmarkt und Energie
          - Referat IV/5/a: Budget und Förderabwicklung
          - Referat IV/5/b: Energie- und Nuklearfragen
          - Referat IV/5/c: Export, Standort und Unternehmen

        - Abteilung IV/6: Sicherheitspolitik
          - Referat IV/6/a: Asyl- und migrationspolitische Aspekte der Sicherheitspolitik

        - Abteilung IV/7: Familie und Jugend, Bildung und Soziales, Sport und Kunst
          - Geschäftsstelle der Bioethikkommission

        - Abteilung IV/9: Krisenkoordination, Wissenschaft und Forschung, Digitalisierung, Technologie und Gesundheit
        - Abteilung IV/12: Förderung österreichisch-jüdisches Kulturerbe und Antisemitismusbekämpfung

    - Sektion V: Verfassungsdienst
      - Teamassistenz der Sektion V
      - Abteilung V/1: Verfassungslegislative und Verwaltungsverfahren
      - Abteilung V/2: Allgemeine Legistik, Rechtsinformation, Länderangelegenheiten, Verwaltungsorganisationsrecht
        - Referat V/2/a: Kundmachungen und Rechtsinformation (RIS)
        - Referat V/2/b: Länderangelegenheiten

      - Abteilung V/3: Parteienrecht, Parteien- und Parteienakademieförderungen
        - Referat V/3/a: Geschäftsstelle des Unabhängigen Parteien-Transparenz-Senates
        - Referat V/3/b:

      - Abteilung V/4: Wirtschaftsrechtliche Angelegenheiten
      - Abteilung V/5: Arbeit und Soziales sowie andere Verwaltungsangelegenheiten
        - Referat V/5/a: Soziales

      - Abteilung V/6: EU-Verfahren
        - Referat V/6/a: Vertragsverletzungsverfahren und Richtlinienumsetzung

      - Abteilung V/7: Europäisches und internationales Recht, Menschenrechtsschutz
        - Referat V/7/a: Internationaler Menschenrechtsschutz, EMRK-Beschwerden und sonstige Angelegenheiten

      - Abteilung V/8: Justiz und Inneres

    - Sektion VI: Familie und Jugend
      - Abteilung VI/1: Ausgleichsfonds für Familienbeihilfen, Familienbeihilfe, Mehrkindzuschlag und Familienbesteuerung
      - Abteilung VI/2: Kinder- und Jugendhilfe
      - Abteilung VI/3: Kinderbetreuungsgeld, Familienzeitbonus, Arbeits- und Sozialrecht
      - Abteilung VI/4: Familienhilfe (Information, Beratung, Förderung, Härteausgleich)
        - Referat VI/4/a: Familienberatung und Familienförderung
        - Referat VI/4/b: Familienservice

      - Abteilung VI/5: Jugendpolitik
        - Referat VI/5/a: Kompetenzzentrum Jugend

      - Abteilung VI/6: Familienrechtspolitik und Kinderrechte
        - Kinder- und Jugendanwaltschaft des Bundes

      - Abteilung VI/7: Europäische und internationale Familien- und Jugendpolitik
      - Abteilung VI/8: Fahrtenbeihilfen, Freifahrten und Schulbuchaktion
      - Abteilung VI/9: Familienpolitische Grundsatzabteilung
      - Abteilung VI/10: Budgetangelegenheiten, Koordinierung, Supportcenter
      - Supportcenter

    - Sektion VII: Digitalisierung und E-Government
      - Abteilung VII/8: Rechtsabteilung der Sektion, strategische Budgetangelegenheiten und Prozessmanagement
      - Gruppe VII/A: Strategien, Legistik, Internationales, Digitalisierung der Gesellschaft
        - Abteilung VII/1: Digitale Strategien und Innovationen
          - Teamassistenz

        - Abteilung VII/2: Legistik und Stammzahlenregisterbehörde, E-Government-Strategie sowie EU und Internationales
          - Referat VII/2/a: Digitales und E-Government – Internationales

        - Abteilung VII/3: Informationsmanagement und Services

      - Gruppe VII/B: E-Government Bürger, Unternehmen und Verwaltung
        - Abteilung VII/4: E-Government Bürger
        - Abteilung VII/5: E-Government Unternehmen
        - Abteilung VII/6: E-Government Bund/Verwaltung

## Geschäftsbereiche
Das Bundeskanzleramt hat die folgenden nachgeordneten Dienststellen.
- Österreichisches Staatsarchiv
- Anwaltschaft für Gleichbehandlung
- Zivildienstserviceagentur

Bedienstete des Bundeskanzleramtes sind zudem tätig an der Ständigen Vertretung Österreichs bei der EU in Brüssel.
Folgende ausgegliederte Einrichtungen sind dem Ressortbereich zuzuordnen:
- Bundesstelle für Sektenfragen
- Familie & Beruf Management GmbH
- Österreichischer Integrationsfonds
- Statistik Austria